# Agnes Atim Apea
Agnes Atim Apea es una empresaria social y política ugandesa. Fundó Hope Development Initiative y fue incluida en la lista 100 Mujeres de la BBC en 2017. En las elecciones generales de Uganda de 2021, fue elegida miembro del Parlamento como representante de las mujeres en el distrito de Amolatar por el Movimiento de Resistencia Nacional.

## Trayectoria
Apea tiene un Doctorado en Filosofía en Desarrollo Internacional de la Universidad de Reading y una Maestría de la Universidad de los Mártires de Uganda en Estudios del Desarrollo.
Apea es la presidenta de la Comisión de Finanzas del Gobierno Local y también la fundadora y directora ejecutiva de Hope Development Initiative, que promueve la industria del cultivo de arroz para mujeres agricultoras en varias áreas de Uganda. Esto le ha llevado a recibir el apodo de "Mamá Rice". Su organización ha impulsado cooperativas agrícolas en Uganda y se esfuerza por lograr una parte importante de la cuota de mercado. Además del arroz, las cooperativas también trabajan con semillas que se utilizan para elaborar aceite vegetal y productos de yuca.
También es la representante de mujeres en el Parlamento del distrito de Amolatar en el norte de Uganda. Se convirtió en vicepresidenta del Comité de Agricultura, Industria Animal y Pesca en el undécimo parlamento de Uganda.

## Reconocimientos
En 2017, fue una de las mujeres incluidas en la lista 100 Mujeres de la BBC. Apea se enteró mientras asistía a la Séptima Cumbre Africana sobre el Comercio de Cereales en Tanzania.